# Urpo Korhonen
Urpo Pentti Korhonen (Rautalampi, 8 februari 1923 - Lahti, 10 augustus 2009) was een Fins langlaufer. 

## Carrière
Korhonen was onderdeel van de Finse ploeg die olympisch goud won tijdens de Olympische Winterspelen 1952.

## Belangrijkste resultaten

### Olympische Winterspelen
| Editie | Plaats | Resultaten |
| ------ | ------ | ---------- |
| 1952   | Oslo   | estafette  |

### Wereldkampioenschappen langlaufen
| Jaar | Plaats | Resultaten |
| ---- | ------ | ---------- |
| 1952 | Oslo   | estafette  |